# Тахіпное
Тахіпно́е — пришвидшення дихання до 40-60 дихальних рухів за хвилину.
Причини цього стану можуть бути різноманітними. Цей симптом не є небезпечним для життя, але у поєднанні з іншими клінічними ознаками може свідчити про серйозні патологічні процеси, що відбуваються в організмі хворого, які можуть являти собою загрозу для його життя та здоров'я.

## Причини
Причини тахіпное поділяються на фізіологічні та патологічні. Кожна з цих груп включає багато факторів та індивідуальних чинників.
Фізіологічною причиною тахіпное найчастіше є серйозні фізичні навантаження. Рівень вираженості задишки можливо оцінити за шкалою вираженості задишки mMRC (modified Medical Research Council). 
Патологічною причиною тахіпное можуть бути різноманітні патологічні процеси. Загальний патогенез включає у себе 2 механізми розвитку задишки:
1. Зменшення постачання тканин киснем: порушення газообміну на тканинному рівні з надлишком вуглекислого газу або нестатком кисню, порушення зв'язування гемоглобіну з киснем, зокрема при його перетворенні в карбоксигемоглобін або метгемоглобін, зменшення хвилинного об'єму крові.
2. Активація дихального центру головного мозку: метаболічний ацидоз, вплив ендогенних та екзогенних токсинів, гормональні порушення, біль.

Відповідно, усі хвороби, які призводять до подібних змін, можуть викликати пришвидшення частоти дихальних рухів.